# Пројекат Гезира
Пројекат Гезира (арап. مشروع الجزيرة) један је од највећих пројеката наводњавања у свету. Он је покренут у суданској покрајини ел Џазира, југоисточно од ушћа Белог и Плавог Нила код главног града Картума. Пројекат Гезира започет је од стране Велике Британије и дистрибуира воду из Плавог Нила преко канала до фарми које се налазе између Белог и Плавог Нила.
Гезира (што на арапском значи „острво“) нарочито је погодна за наводњавање, јер се терен спушта од Плавог Нила и гравитација тера воду да тече ка њивама. Састав земље има висок садржај глине што смањује губитке расипања. Првобитни план је био да се узгаја пшеница, али је он напуштен када је откривено да се египатски тип памука дугог влакна може успешно гајити. Памук је на овм подручју по први пут засађен 1904. године. После много експериментисања са наводњавањем, 24 квадратна километра посејано је 1914. године.
Након најнижег изливања Нила у последњих 200 година, брана Сенар је изграђена на Плавом Нилу да би обезбедила довољне резерве воде. Ова брана је завршена 1925. године и има дужину од око 3 километра. Пројекат Гезира је првобитно финансирао Судански плантажни синдикат у Лондону, а касније је британска влада обезбедила средства за развој. Управни одбор Гезире преузео је управљање пројектом од приватног предузећа од 1950. године.
Пољопривредници сарађују са суданском владом и управним одбором Гезире. Ова мрежа канала и јарака дуга је 4.300 километара, а завршетком додатка Манакил почетком 1960. са западне стране Гезире, површина наводњаваног земљишта сада покрива 8.800 квадратних километара, што је око пола укупне површине обрадивог земљишта Судана под наводњавањем. Главни усеви који се узгајају у овом региону и даље су памук.